# Muzeum Jawa Konopiště
Tovární muzeum JAWA Konopiště (nebo Jawa muzeum Konopiště) je muzeum v Konopišti, části města Benešov. Je zaměřeno na reprezentativní ukázky z historie značky Jawa, a to jak exponátů, tak historických materiálů. Dalším nosným tématem muzea je zdokumentování závodních úspěchů českých motocyklových značek ve 20. století (unikátní exponáty, trofeje, historické dokumenty). Sbírka čítá 90ks exponátů.